# I. M. Pei
Ieoh Ming Pei (Kanton, 1917. április 26. – Manhattan, 2019. május 16.) kínai származású amerikai építész, az 1983-as Pritzker-díj díjazottja. Kiemelkedő alkotásai a washingtoni National Gallery of Art keleti épülete, a bostoni John F. Kennedy Könyvtár, a párizsi Louvre üvegpiramisa, és a katari Iszlám Művészeti Múzeum.

## Képtár

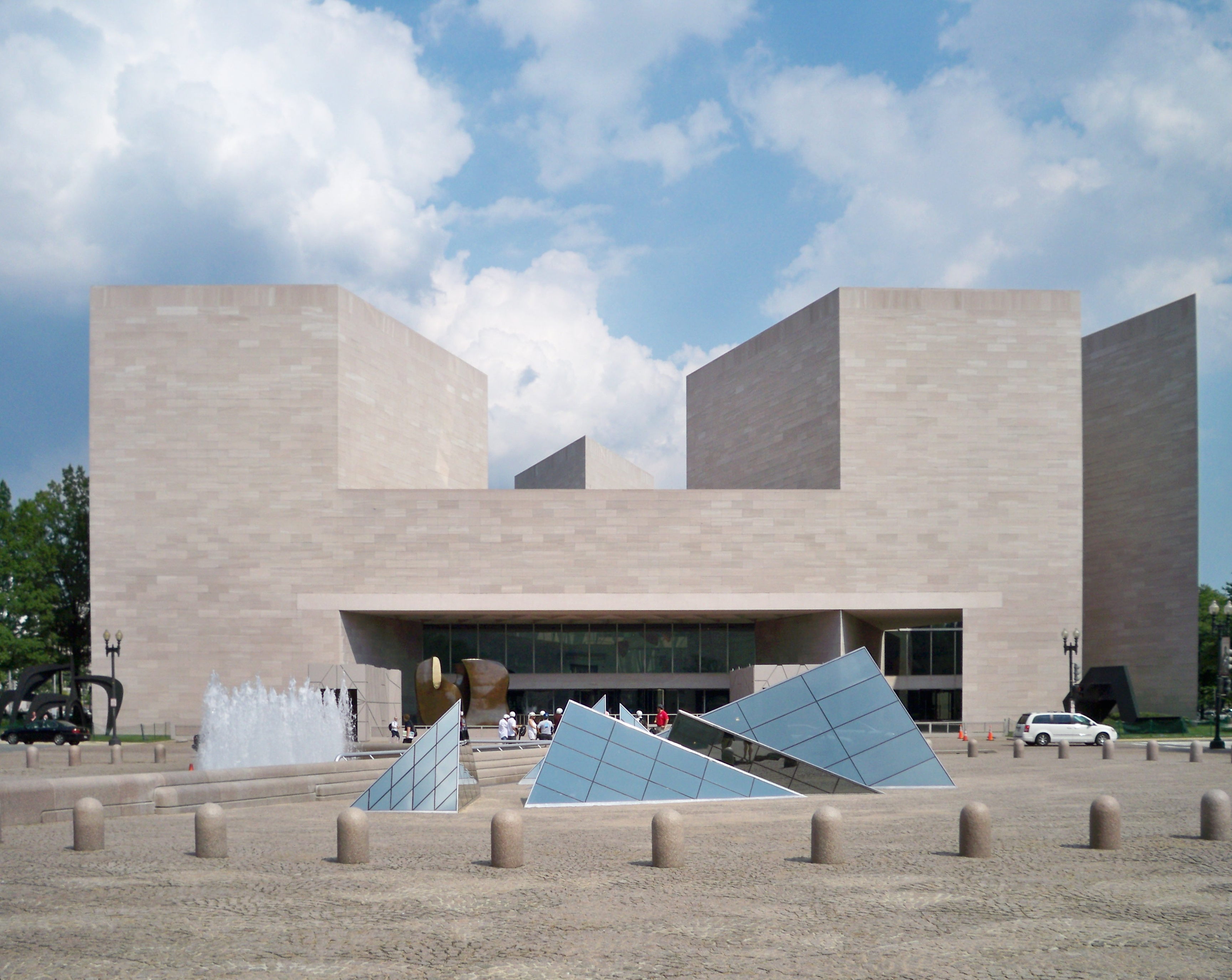
A washingtoni National Gallery of Art keleti épülete
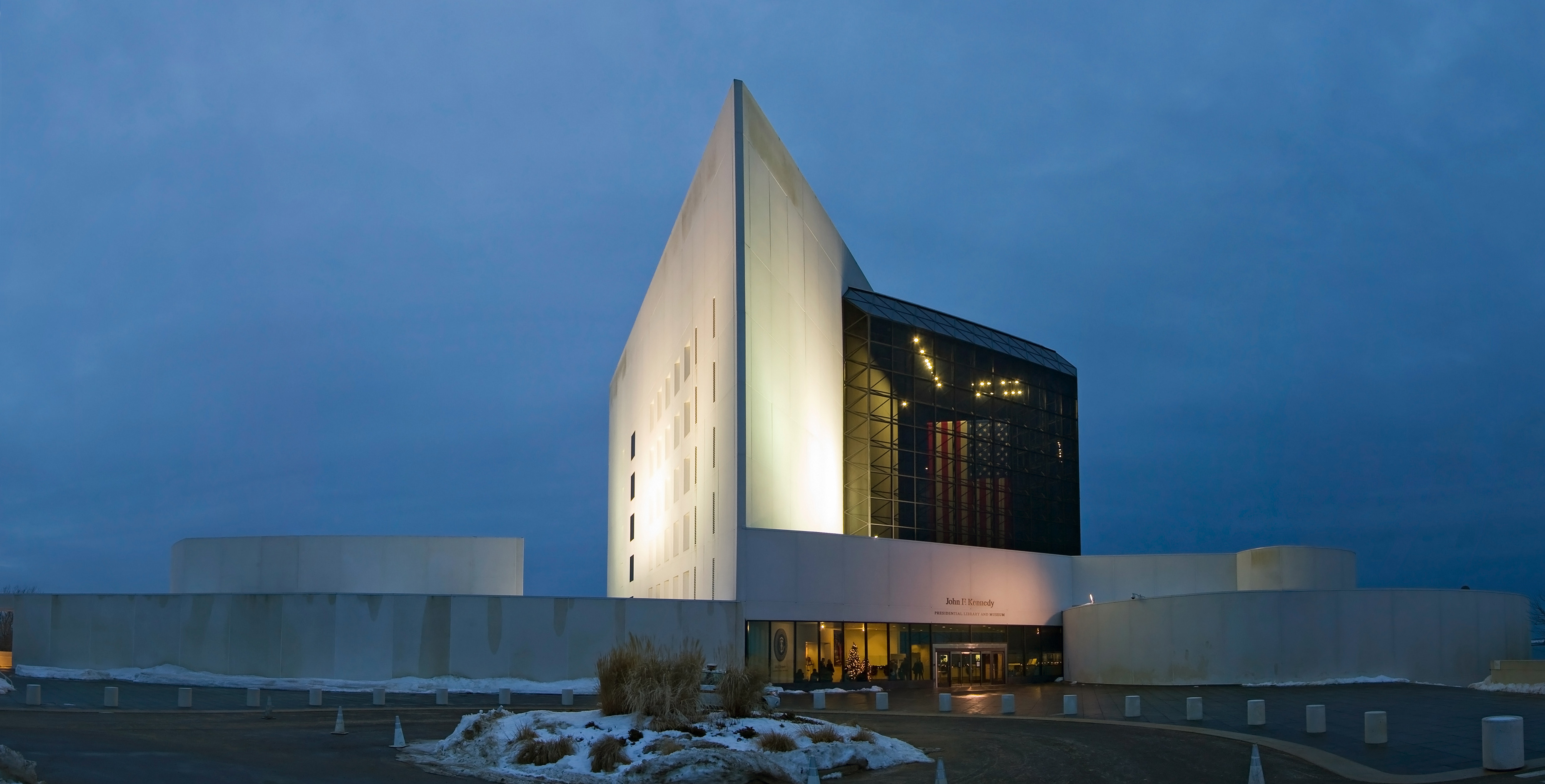
JFK könyvtár, Boston
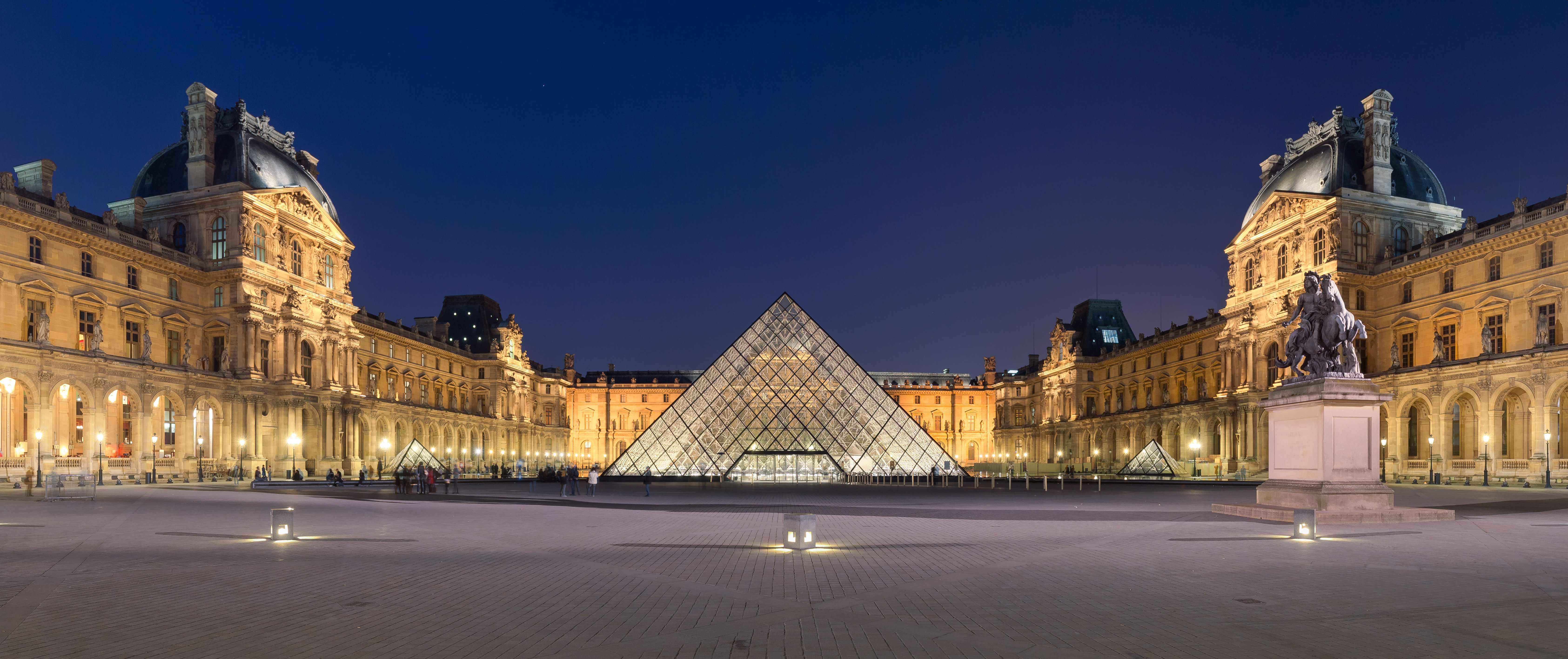
A párizsi Louvre üvegpiramisa
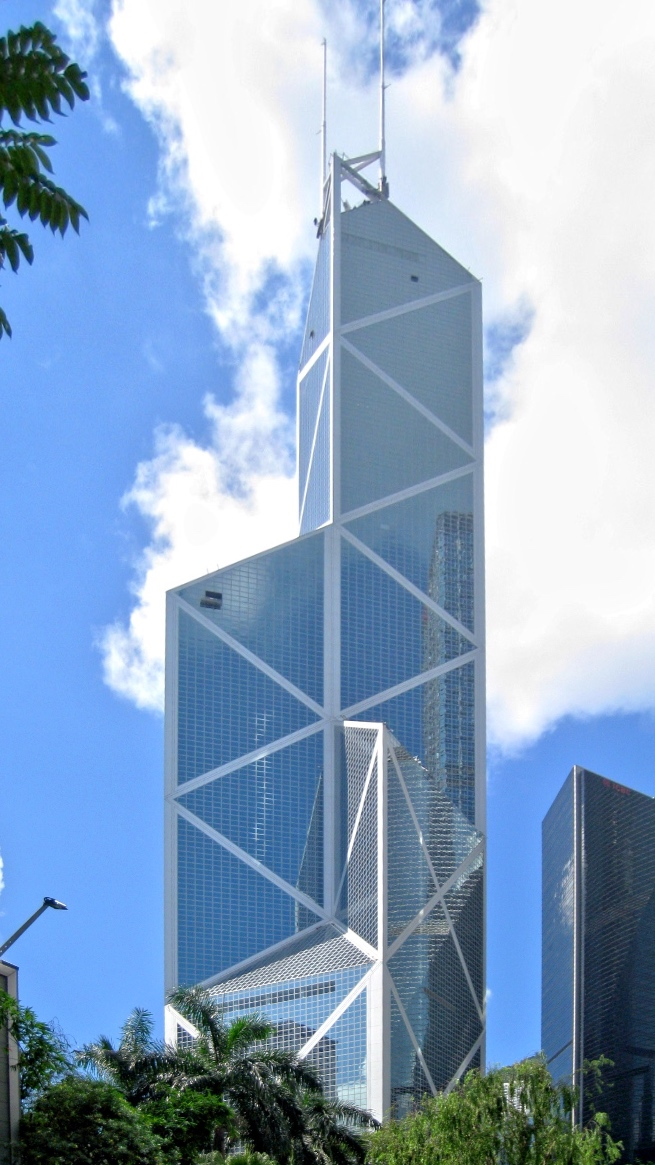
Bank of China Tower, Hong Kong